# Norops poecilopus
Norops poecilopus este o specie de șopârle din genul Norops, familia Polychrotidae, descrisă de Edward Drinker Cope în anul 1862. Conform Catalogue of Life specia Norops poecilopus nu are subspecii cunoscute.